# 広島電鉄100形電車 (2代)
広島電鉄100形電車（ひろしまでんてつ100かたでんしゃ）は、広島電鉄が同社開業当時の車両の外観を模して1984年（昭和59年）に新製した電車（路面電車車両）である。

## 概要
1984年（昭和59年）4月から同年8月にかけて行われた大型観光キャンペーン『SunSunひろしま』に協賛して登場。広島電鉄が広島電気軌道として開業した当時に導入された初代100形電車（後のA形）を再現して製造された。
復元のための資料が外部写真と単純な形式図程度しか残っていなかったため、他都市の同様の車両を調査。広電OBとの座談会で車両構造などを確認した。
車体は大阪車輌工業で製造。外装は、100形（初代）の車体は元来木製であったが、現在の保安基準に適合させるために、外板は鉄板に木目模様を付け、80 cm間隔で縦溝を入れることで木版風にしている。集電装置はZ型ビューゲルに変更されたが、ダミーでポールも2本取り付けられている。また、正面の救助網も再現されている。
内装は、開業当時の注意書きの看板や、籐と皮で出来たつり革、赤い座席などを再現。腰板・仕切戸・柱キセ（カバーパネル）・よろい戸などを木製で再現した反面、天井は火災予防のため、木目模様のアルミ化粧板を利用している。また、乗客の転落防止のため、客室と運転台を仕切るデッキの木製扉は自動化された。
台車や主要機器等は1971年（昭和46年）に廃車され、広島市内の県立交通公園において静態保存されていた150形157号車のものを整備して流用した。そのため、主要機器の仕様や性能は150形と同一であり、100形（初代）の原形とは異なるものとなった。
1984年（昭和59年）4月15日より運行開始した。
156・238・653などの事実上の動態保存車グループの筆頭といえる車両である。

## 運用
現在はイベント用に使われたりしている。通常は江波車庫に留置されている。

2018年までは4月・5月・10月の土曜日、日曜日、祝日に横川線（横川駅 - 江波間）にて営業運行を行っていた。
2015年までは4月から10月までの運行であったが、2016年からは6月から9月の間は運休となっていた。
復元から2000年代前半までは白島線で、同様の運行を行っていた。

## 各車状況
| 車両番号 | 竣工         | 所属車庫 | 備考 |
| -------- | ------------ | -------- | ---- |
| 101      | 1984年4月6日 | 江波車庫 |      |

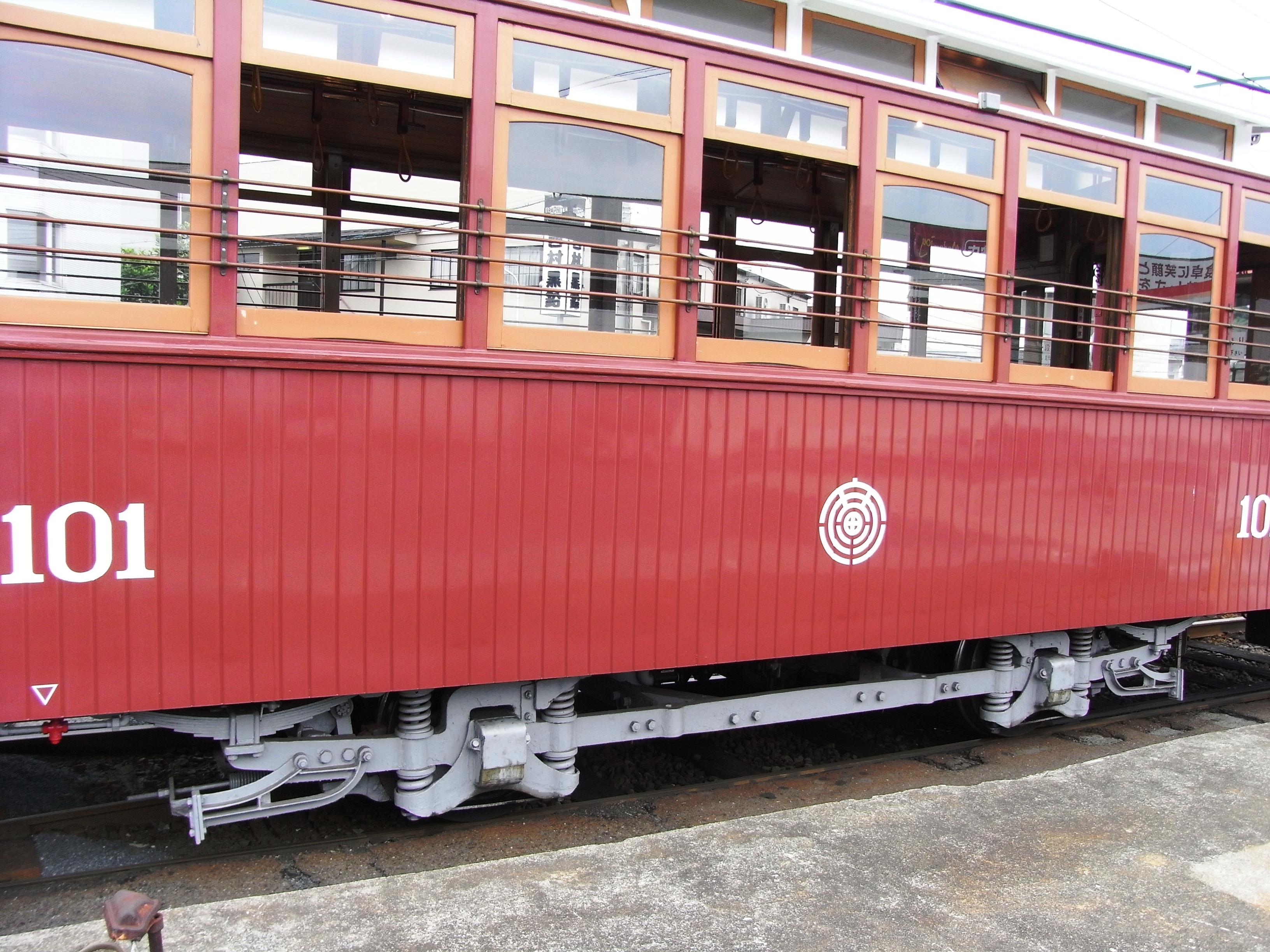
台車・側面部 江波車庫（許可を得て撮影） 2008年6月撮影
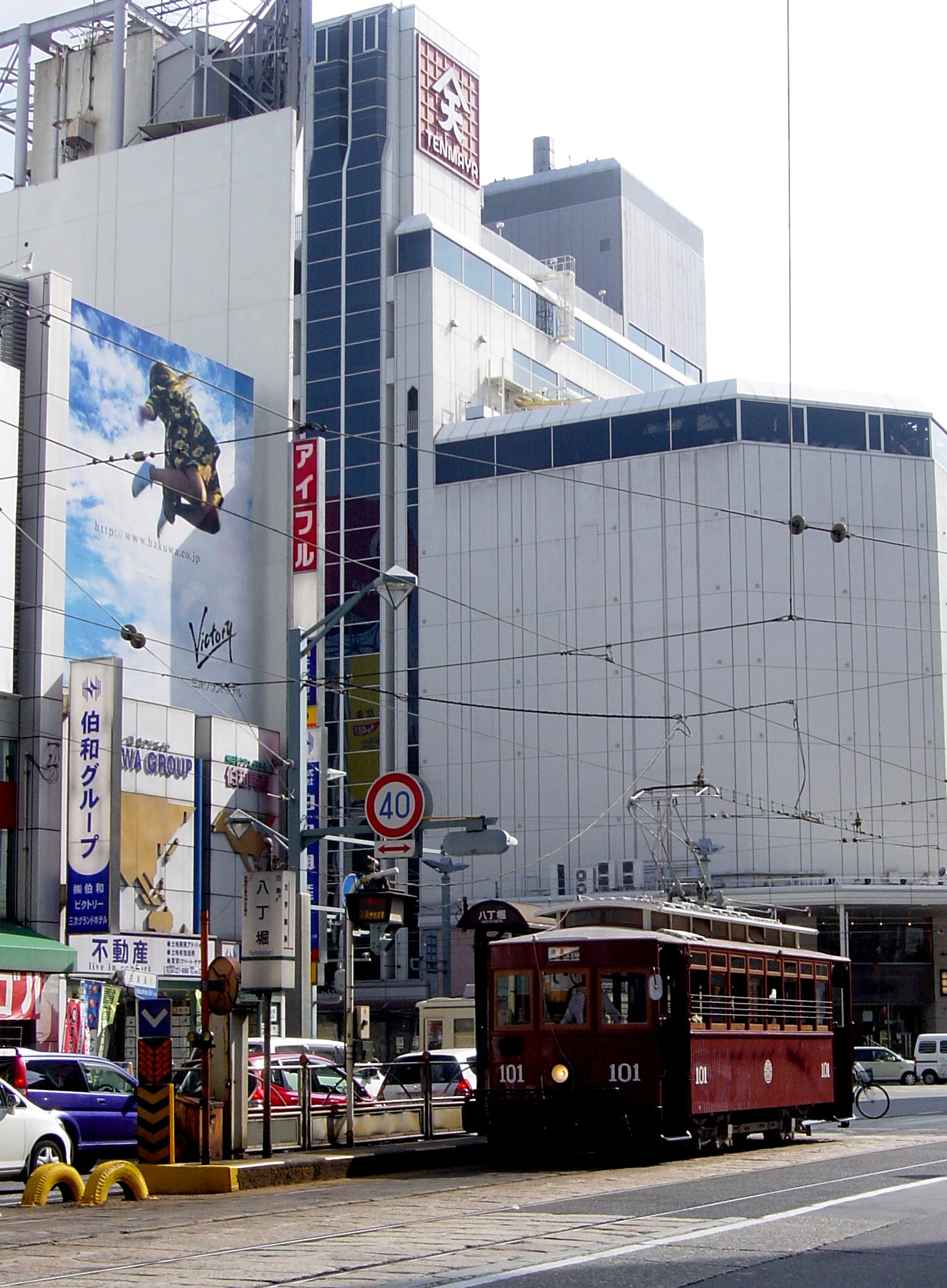
白島線で運行時代の100形 2005年10月撮影